# Nhiệm vụ đến sao Hỏa
Nhiệm vụ đến Sao Hỏa là một phim khoa học giả tưởng năm 2000 đạo diễn bởi Brian de Palma về một nhiệm vụ giải cứu đến Sao Hỏa lần theo một tai nạn trong chuyến du hành đầu tiên của con người đến hành tinh này.

## Diễn xuất
| Diễn viên           | Vai                      |
| ------------------- | ------------------------ |
| Gary Sinise         | Jim McConnell            |
| Tim Robbins         | Woodrow 'Woody' Blake    |
| Jerry O'Connell     | Phil Ohlmyer             |
| Don Cheadle         | Luke Graham              |
| Kim Delaney         | Maggie McConnell         |
| Armin Mueller-Stahl | Ramier Beck (uncredited) |
| Elise Neal          | Debra Graham             |
| Connie Nielsen      | Terri Fisher             |
| Marilyn Norry       | Louise                   |
| Peter Outerbridge   | Sergei Kirov             |
| Kavan Smith         | Nicholas Willis          |
| Jill Teed           | Reneé Coté               |

## Đường dẫn
- Nhiệm vụ đến Sao Hỏa trên Internet Movie Database